# 563
563 (DLXIII) je bilo navadno leto, ki se je po julijanskem koledarju začelo na ponedeljek.

## Dogodki
- 1. januar

## Rojstva
- Hasan ibn Tabit, arabski pesnik († okoli 674)